# 바오시순
바오시순(포희순, 중국어 간체자: 鲍喜顺, 정체자: 鮑喜順, 병음: Bào Xǐshùn, 1951년 11월 2일 ~ )은 2006년 기네스 북에서 최장신으로 인정받은 몽골계 중국인이다.

## 생애
바오시순은 내몽골 자치구 츠펑시 출신이고 중국 인민해방군에서 육군 중사 예비역으로 복무했다. 그의 키는 236.1cm나 되었으나 말단비대증에 걸리진 않았다. 2007년 8월에 레오니드 스타드니크가 최장신으로 인정을 받았으나 그가 제시한 룰을 거부하여 기네스 북 최장신 타이틀을 돌려받았다. 그러다가 2009년에 터키의 술탄 쾨센에게 밀려났다. 현재 기네스 북 최장신은 술탄 쾨센이다.

## 사생활
시순바오는 2007년 3월 24일 여성 판매원 시아슈완과 결혼했다.[2][5][6][7] 몽골의 의식은 2007년 7월 12일에 열렸다. 바오의 아들은 2008년 10월 2일 허베이성 준화의 한 병원에서 태어났다.[8] 바오는 어메이징 레이스 16회 11회에 '핏 스톱' 그리터로 출연했다. 이 에피소드는 2010년 5월 2일에 방송되었다.

## 같이 보기
- 로버트 워들로
- 레오니드 스타드니크
- 술탄 쾨센
- 야오더펀
- 거인증
- 찬드라 바하두르 당기
- 쩡진롄